# Пнивье (гора)
Пнивье (другое название — Пневмо) — гора в массиве  Гринявы (Украинские Карпаты). Расположена в южной части  Верховинского района  Ивано-Франковской области, южнее села Грамотное и юго-восточнее села  Буркут.
Высота 1586 м. Гора расположена в юго-восточной части одноименного хребта Пнивье. Вершина плоская, незалесненная, со сравнительно пологими склонами. Вокруг вершины — обширные полонины.